# Little York (Illinois)
Pour les articles homonymes, voir Little York.
Little York est un village situé au nord-ouest du comté de Warren dans l'Illinois, aux États-Unis,. Il est incorporé le 8 septembre 1894.

## Démographie
Lors du recensement de 2010, le village comptait une population de 331 habitants. Elle est estimée, en 2016, à 328 habitants.

### Source de la traduction
- (en) Cet article est partiellement ou en totalité issu de l’article de Wikipédia en anglais intitulé « Little York, Illinois » (voir la liste des auteurs).